# Trirhithrum homogeneum
Trirhithrum homogeneum är en tvåvingeart som beskrevs av Mario Bezzi 1924. Trirhithrum homogeneum ingår i släktet Trirhithrum och familjen borrflugor. Inga underarter finns listade i Catalogue of Life.